# Synagogue de Colmar
La synagogue de Colmar est une synagogue du XIXe siècle située à Colmar, dans le département français du Haut-Rhin.

## Localisation
L'édifice est situé au 3, rue de la Cigogne à Colmar.
Le temple est éclairé par une pyramide intérieure en verre opaque produisant une lumière filtrée et suivant la course du soleil pour indiquer les temps de prières. La façade du XIXe siècle est un langage avec des symboles ésotériques inspiré de la kabbale.

## Historique

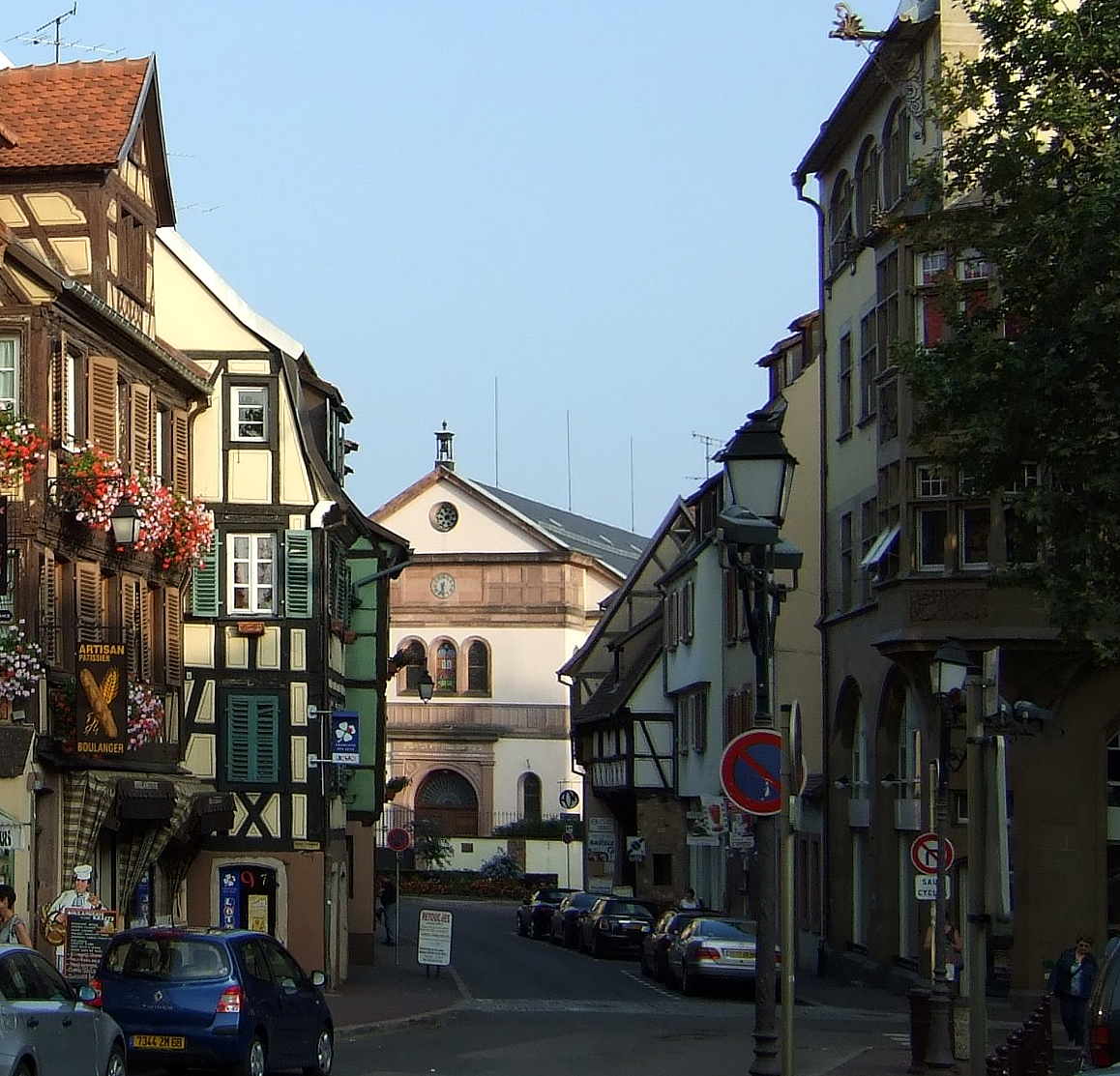
Synagogue de Colmar.

Cette synagogue est en fait la quatrième de la ville :
- la première se trouvait dans une ruelle de la rue Berthe-Molly et fut anéantie par les flammes en 1279[1] ;
- la deuxième se situait rue Corberon et fut confisquée aux juifs en 1349, année de la grande peste ;
- la troisième enfin place de l'école fut également confisquée[2].

La communauté a été massacrée et interdite de séjour à Colmar entre le XIIIe et le XIXe siècle. C'est sous la monarchie de Juillet que l'on décide d'ériger cette synagogue.
Elle a été édifiée entre 1839 et 1842 et inaugurée le 15 septembre 1843,.
La synagogue fait l'objet d'une inscription au titre des monuments historiques depuis le 7 juillet 1984.

## Architecture
Elle est de style antiquisant,.
C'est un édifice de plan rectangulaire. Présence d'un avant-corps néo-classique sur la façade ouest. Sur la porte en plein-cintre est frappé un verset en caractères hébraïques tiré du prophète Isaïe.
Trois baies permettent à la lumière de pénétrer dans l'édifice.
À l'intérieur, la salle principale est rectangulaire avec un plafond à caissons. L'enceinte polygonale du sanctuaire et l'arche sainte sont à fronton triangulaire et colonnes ioniques. L'aron-ha-qodesh (arche sainte contenant les rouleaux de la Loi) est surmonté d'une rose, occultée vers 1920 par une construction à l'est.
C'est la seule synagogue de la région à avoir un clocher.

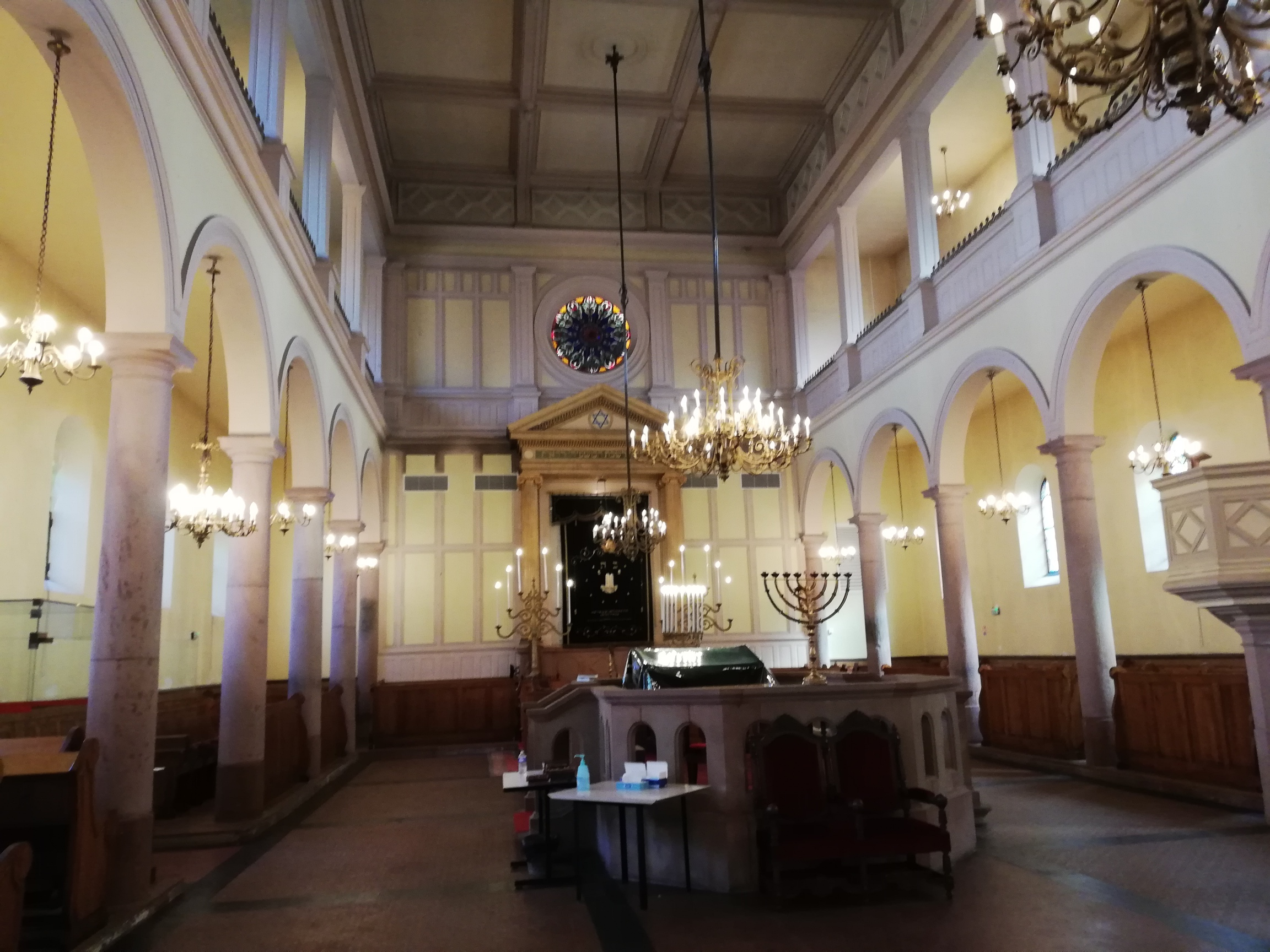
Vue intérieure côté Arche sainte.
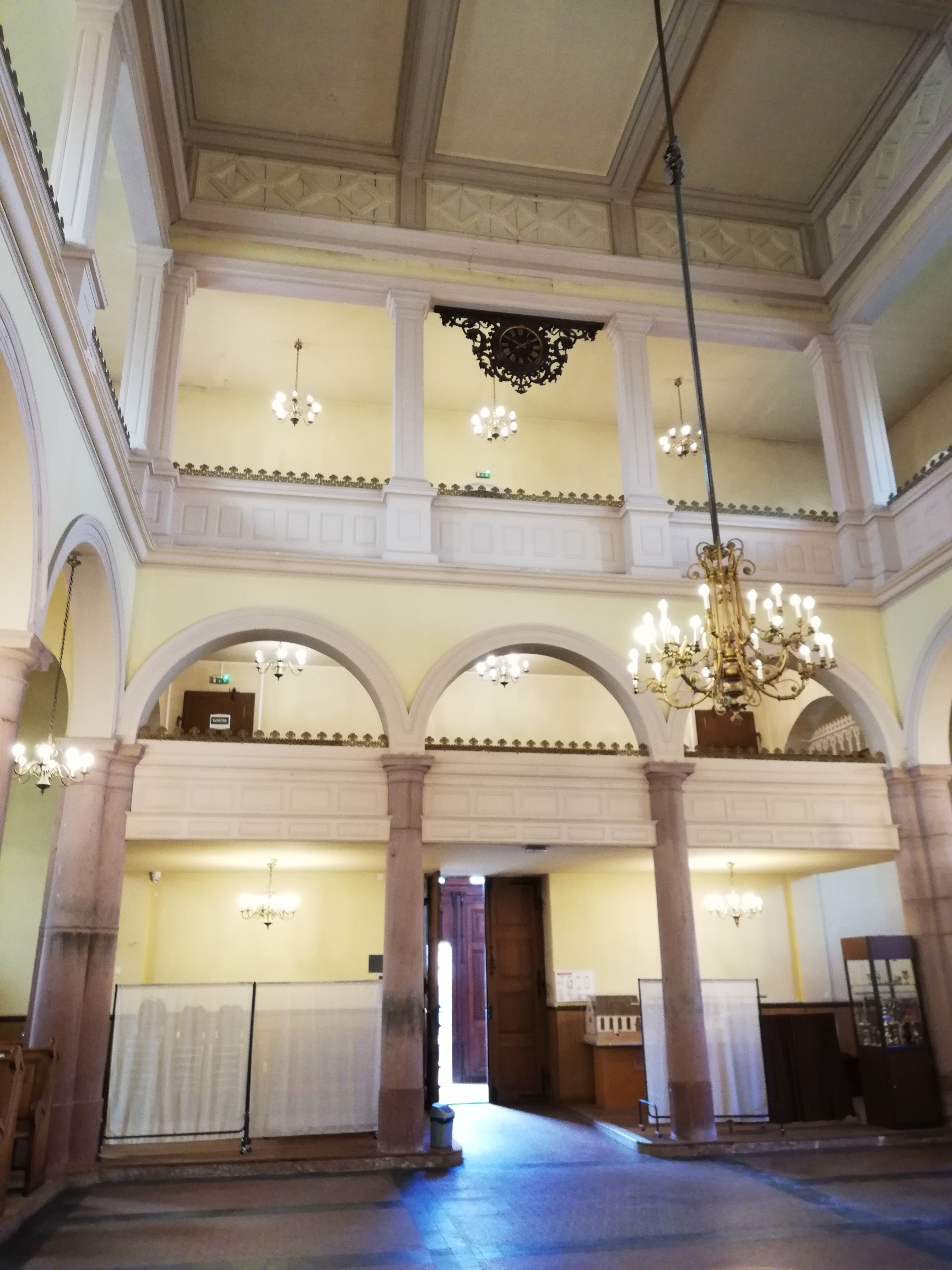
Vue intérieure côté entrée.
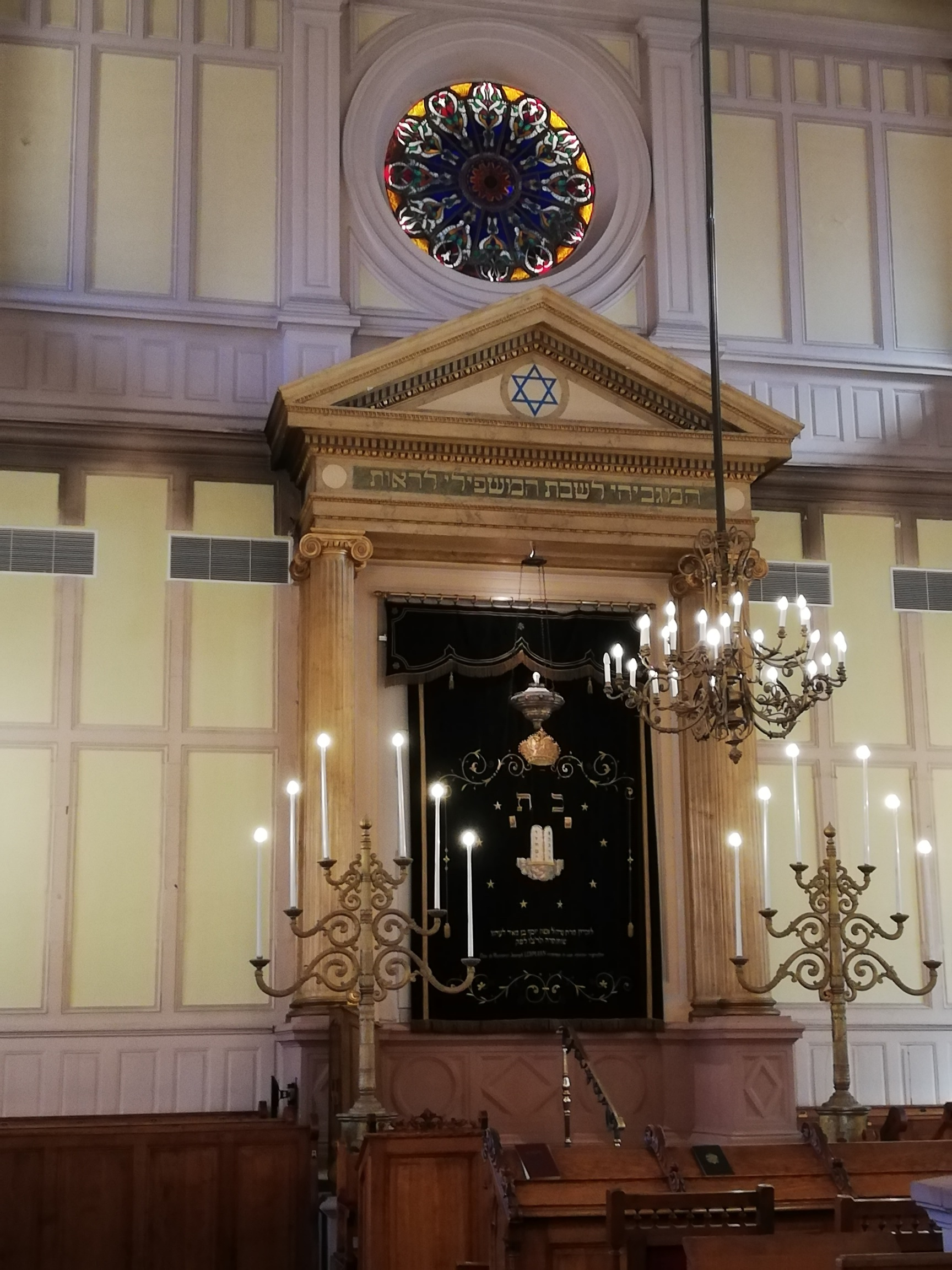
L'Arche Sainte.
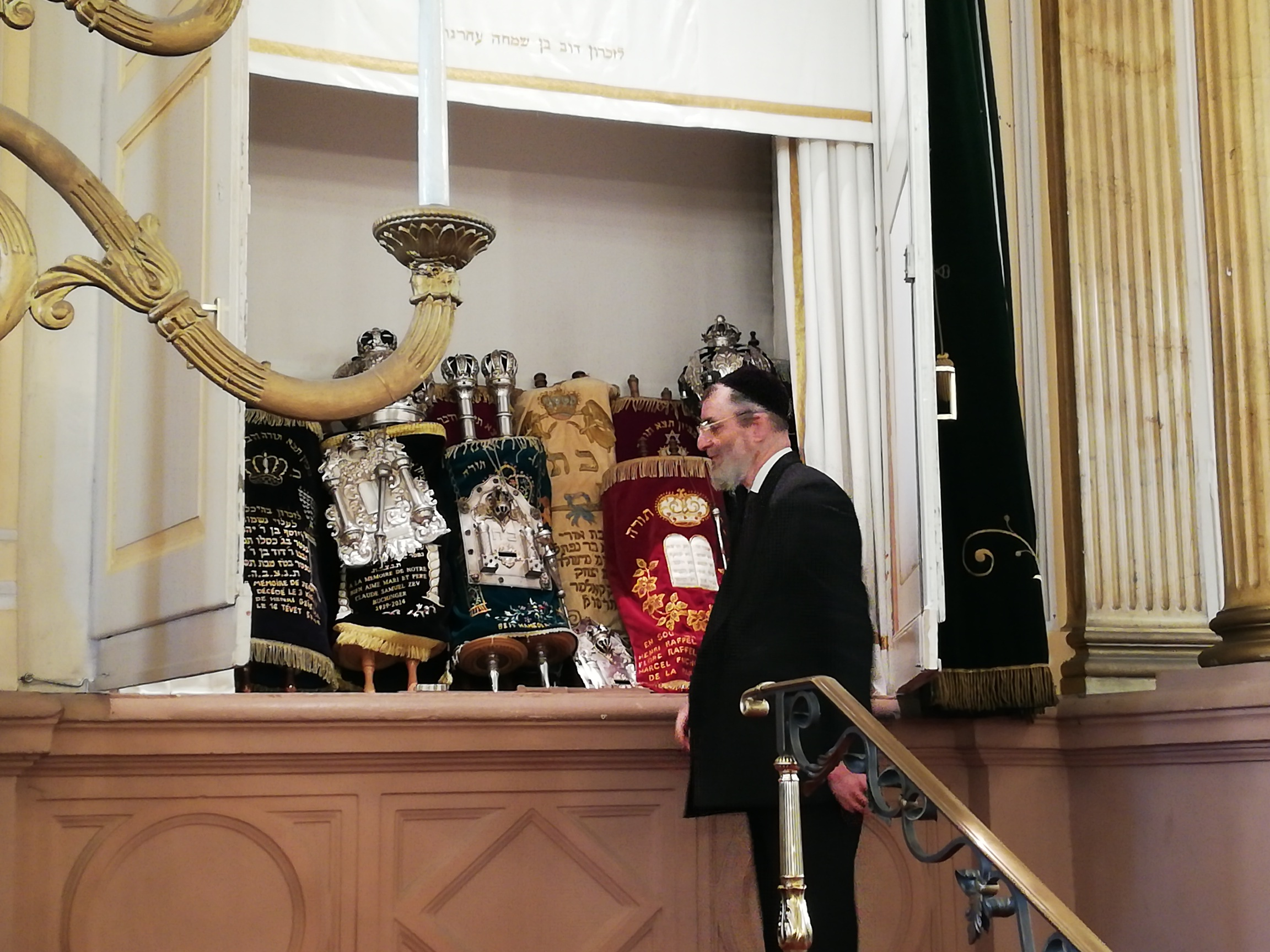
Le grand-rabbin du Haut-Rhin, Claude Yaacov Fhima, présentant les rouleaux de Torah.